# 山口県道52号徳山港線
山口県道52号徳山港線（やまぐちけんどう52ごう とくやまこうせん）は、山口県周南市を通る県道（主要地方道）である。

## 概要
特定重要港湾の徳山下松港から周南市辻町の国道2号・国道315号交点までの徳山港へのアクセス道路である。
スオーナダフェリー、大分県道522号竹田津港線と合わせて広島県・山口県東部方面から周防灘対岸の大分県国東半島への動脈となっている。
三田川交差点から二番町交差点（山口県道347号下松新南陽線交点）までは旧国道315号（後に国道188号に編入）であり、両側に商店やマンションが立ち並んでいる。二番町交差点から桜馬場交差点（山口県道53号徳山停車場線交点）までは山口県道347号下松新南陽線（旧国道2号）との重複区間であり、片側3車線の広い道路である。桜馬場交差点から終点までは平和通と呼ばれ、両側には雑居ビルが立ち並んでいる。ここには西京銀行の本店もある。
起点付近では平和大橋により山陽本線をオーバークロスする。また、この上には山陽新幹線が通り、この下をアンダークロスしている。

### 路線データ
- 起点：周南市築港町（徳山港、山口県道172号徳山新南陽線起点）
- 終点：周南市辻町（三田川交差点、国道2号交点、国道315号・国道434号起点）

## 歴史
- 1993年（平成5年）5月11日 - 建設省から、県道徳山港線が徳山港線として主要地方道に指定される[1]。

## 路線状況

### 重複区間
- 山口県道347号下松新南陽線（周南市桜馬場通1丁目・桜馬場交差点 - 周南市桜馬場通2丁目・二番町交差点）

### 道路施設

#### 橋梁
- 平和大橋（山陽本線）

## 地理

### 通過する自治体
- 周南市

### 交差する道路
| 交差する道路                                                    | 交差する場所  | 交差する場所        |
| --------------------------------------------------------------- | ------------- | ------------------- |
| 山口県道172号徳山新南陽線                                       | 築港町        | 起点                |
| 山口県道53号徳山停車場線 山口県道347号下松新南陽線 重複区間起点 | 桜馬場通1丁目 | 桜馬場交差点        |
| 山口県道347号下松新南陽線 重複区間終点                          | 桜馬場通2丁目 | 二番町交差点        |
| 国道2号 国道315号 国道434号                                     | 辻町          | 三田川交差点 / 終点 |

### 交差する鉄道
- 山陽新幹線
- 山陽本線

### 沿線
- 徳山下松港
- JR西日本山陽本線 徳山駅